# Golpe de Estado en Paraguay de 1989
El golpe de Estado de Paraguay de 1989 (denominado como el derrocamiento de Stroessner, La Noche de la Candelaria o El Golpe de la Candelaria) fue un evento clave que puso fin a la dictadura de Alfredo Stroessner, quien gobernó el país durante 34 años. Liderado por el general Andrés Rodríguez Pedotti, el golpe se desarrolló en la noche del 2 al 3 de febrero de 1989 y marcó el inicio de una transición hacia la democracia, con la convocatoria de elecciones presidenciales libres en mayo de ese mismo año.
El derrocamiento de Alfredo Stroessner marcó el término del régimen autoritario más extenso de la historia independiente del Paraguay y uno de los más prolongados del mundo, con una duración de 34 años, 5 meses y 19 días. Tres meses después del golpe de Estado, en mayo de 1989, el general Andrés Rodríguez cumplió con su promesa de convocar elecciones presidenciales. Dichos comicios, considerados los primeros auténticamente democráticos en la historia del país, lo consagraron como presidente, cargo que ocupó hasta 1993.
El desenlace de esta operación militar, ejecutada en pleno verano paraguayo de 1989, fue resultado de una combinación de factores internos y externos. Entre los actores internos se destacan los mismos organismos que en su momento sostuvieron el régimen autoritario: el Partido Colorado, que fungía como partido de gobierno, y las Fuerzas Armadas. Por otro lado, las presiones internacionales y la influencia de gobiernos y organizaciones extranjeras también desempeñaron un papel crucial en la caída del stronismo.
Con este golpe de Estado —el último registrado en la historia del Paraguay— llegó a su fin el régimen stronista, y el país inició un proceso de transición hacia la democracia, después de casi 35 años de dictadura. Este cambio coincidió, en cierta medida, con el retorno a regímenes democráticos en otros países vecinos durante la década de 1980.
Durante el gobierno de Rodríguez Pedotti, se redactó una nueva Constitución en 1992, que reemplazó la de 1967. También se eliminó la pena de muerte y se legalizaron los partidos de oposición. Pocos días después del golpe, Alfredo Stroessner fue enviado al exilio en Brasil, al considerarse que su permanencia en el país podría generar problemas internos.
Stroessner pasó los últimos años de su vida en Brasil, donde falleció el 16 de agosto de 2006, sin haber enfrentado un juicio por los crímenes cometidos durante su dictadura.

## Antecedentes
El general Alfredo Stroessner, veterano de la guerra del Chaco y de la segunda guerra civil paraguaya, accedió al poder tras el golpe de Estado de 1954. Como presidente, instauró un estado de sitio y promulgó una serie de leyes y reformas de seguridad que le permitieron suspender las libertades civiles, entre ellas el habeas corpus y la libertad de reunión. Entre 1958 y 1988, Stroessner fue reelegido en siete ocasiones consecutivas bajo sospechas de fraude electoral, dado el amplio margen de victoria obtenido. En las elecciones generales de Paraguay de 1968, por única vez, un candidato de la oposición alcanzó más del 20 % de los votos.
Estados Unidos fue uno de los principales aliados del Gobierno stronista, considerado incluso el más fuerte en América Latina, debido al férreo anticomunismo de Stroessner y su lucha contra insurgencias de dicha ideología. Este alineamiento político le permitió a Paraguay recibir una significativa cantidad de asistencia económica y militar por parte de Estados Unidos durante las décadas de 1960 y 1970.

### Decadencia geopolítica y económica
Hacia finales de los años setenta, las relaciones Estados Unidos-Paraguay comenzaron a deteriorarse, lo que resultó en un paulatino recorte de los beneficios económicos otorgados al régimen. Este cambio obedeció a la preocupación internacional por la falta de democracia en Paraguay y las reiteradas denuncias de violaciones a los derechos humanos por parte de organismos internacionales.
Además, con la introducción de la perestroika en la Unión Soviética en 1985, la Guerra Fría comenzó a llegar a su fin. El régimen soviético disminuyó su interés en América Latina, lo que redujo las justificaciones del gobierno estadounidense para continuar apoyando a dictaduras anticomunistas como la de Stroessner. Este contexto dificultó que el régimen stronista mantuviera el respaldo de su principal aliado internacional.
En términos económicos, Paraguay enfrentó las consecuencias de la crisis de la deuda latinoamericana durante la década de 1980, acentuadas por el declive de los ingresos generados por la construcción de la represa de Itaipú. Paralelamente, los gobiernos militares de la región (como en Argentina, Brasil y Uruguay) fueron reemplazados por democracias, lo que generó un clima político favorable para que la ciudadanía paraguaya demandara mayores libertades y la apertura democrática.
Manifestaciones recurrentes organizadas por estudiantes, la Iglesia católica, sectores de la oposición y actores internacionales presionaron al régimen. Incluso dentro del Partido Colorado comenzaron a surgir voces críticas contra las políticas autoritarias de Stroessner.
En 1987, el estado de sitio fue levantado oficialmente en un intento simbólico de apaciguar el descontento popular. Sin embargo, la mayoría de las medidas represivas y de seguridad continuaron vigentes. La visita del papa Juan Pablo II en mayo de 1988 fue un acontecimiento clave que fortaleció la postura de la Iglesia Católica, la cual había denunciado sistemáticamente las violaciones a los derechos humanos, y brindó respaldo al pueblo paraguayo en su clamor por mayor libertad.

### Crisis interna en el Partido Colorado
El 1 de agosto de 1987, se desató una crisis política dentro del Partido Colorado debido a la posibilidad de que el coronel Gustavo Stroessner, hijo mayor del dictador, sucediera a su padre tras el periodo presidencial 1983-1988. Esta idea fue rechazada por la mayoría de los altos mandos militares e importantes dirigentes del partido, lo que provocó una división interna.
Se formaron dos facciones: los "militantes" o "stronistas", que respaldaban incondicionalmente a Stroessner, y los "tradicionalistas" o "tradicionales", quienes buscaban un Paraguay más abierto y rechazaban varias de las políticas del dictador.
Pese a su avanzada edad y estado de salud, Alfredo Stroessner decidió postularse nuevamente para el periodo presidencial 1988-1993. Los "militantes" asumieron el control del partido y reprimieron a los "tradicionalistas", acusándolos de traición. Ante este panorama, los tradicionales comenzaron a colaborar discretamente con la oposición política para planificar el eventual derrocamiento del dictador.

## Desarrollo

### Previas y preparaciones
Entre los tradicionalistas (facción "opositora" del Partido Colorado), se encontraba el general Andrés Rodríguez Pedotti, confidente cercano de Alfredo Stroessner y comandante del 1.er Cuerpo del Ejército de Paraguay. Considerado un fuerte contendiente para suceder al envejecido presidente, el ala militante —stronista— del partido intentó neutralizar su influencia política, ofreciéndole asumir el cargo de ministro de Defensa, de carácter mayormente ceremonial, o retirarse.
En Asunción, como en ocasiones anteriores, comenzaron a circular rumores sobre un golpe de Estado. Para enero de 1989, ya se comentaba que la Caballería del I Cuerpo del Ejército —una de las unidades militares más poderosas del país, bajo el mando del general Rodríguez— sería la encargada de poner fin a la dictadura del general Alfredo Stroessner. No obstante, muchos, incluido el propio presidente Stroessner, se mostraron escépticos sobre la veracidad de esta afirmación, debido al parentesco político entre ambos altos mandos militares.
Se presumía que cualquier diferencia sería resuelta en consideración a los vínculos que los unían estrechamente. Eran consuegros, ya que la hija de Rodríguez, Marta Rodríguez, estaba casada con Alfredo Stroessner Mora, hijo del dictador. Esta relación familiar —en medio del rápido avance de los planes subversivos— pudo haber influido en que Stroessner desoyera reiteradamente las advertencias iniciales y, posteriormente, los informes de que el general Andrés Rodríguez encabezaba el alzamiento.

### Cronología del derrocamiento
De acuerdo con información obtenida por los altos mandos militares fieles a Stroessner, se esperaba que el golpe se produjera alrededor de las 03:00 del 3 de febrero de 1989. Sin embargo, la acción se adelantó varias horas: comenzó alrededor de las 21:00 del 2 de febrero, con la toma de diversas unidades militares, en complicidad con las fuerzas sublevadas. Los líderes sublevados emplearon seudónimos como "Carlos" y "Víctor" para coordinar la operación en secreto.
A las 20:00 del 2 de febrero, Stroessner se dirigía a la residencia de María Estela Legal, su amante, cuando recibió una llamada alertándolo sobre los planes de su consuegro para derrocarlo. Aunque intentó refugiarse en el Comando en Jefe, las fuerzas sublevadas ya habían iniciado sus acciones, asegurando el control de varios puntos estratégicos en la capital paraguaya.

### Exilio y fallecimiento de Stroessner
Tras el derrocamiento, Stroessner fue enviado a un exilio dorado en Brasil. El 5 de febrero de 1989, acompañado por unos treinta familiares y colaboradores, fue trasladado en un vuelo especial al Aeropuerto de Viracopos, en Campinas, São Paulo.
Pasó sus últimos días en Brasilia, la capital brasileña, donde falleció el 16 de agosto de 2006, a la edad de 93 años. No enfrentó ningún proceso judicial ni en Paraguay ni en Brasil, permaneciendo impune hasta el final de su vida.